# Registro di fischio
Il registro di fischio (o meccanismo M3) è il registro vocale che permette di raggiungere il range tonale più acuto dell'estensione umana. Nella scena musicale internazionale è utilizzato soprattutto da cantanti donne come Georgia Brown, Mariah Carey, Ariana Grande, Minnie Riperton e Giuni Russo; ma è padroneggiato anche da diversi uomini, come Piet Arion,  Adam Lopez, Gabriel Henrique, Vitas, Dimaş Qūdaibergen e Nicola Sedda.

## Descrizione
Esistono principalmente due tipi di meccanismo M3: fischio laringeo (anche detto flageolet o registro flautato) e fischio stop-closure.
Nel fischio laringeo, vibra esclusivamente l'epitelio, ossia la parte più interna della corda, e si verifica un innalzamento laringeo; questo tipo di M3 è connesso al meccanismo M2 (falsetto), a differenza dello stop-closure. Durante l'emissione di quest'ultimo, le corde non vibrano affatto e non agiscono in adduzione, come avviene in tutti gli altri generi di emissione esalata, ma in abduzione; per questo motivo, generalmente si consiglia di utilizzare uno stop-closure inalato quando si inizia ad approcciare questo meccanismo. Il passaggio dell'aria è limitato a un piccolo orifizio anteriore e tale processo genera il suono desiderato. 
Nelle voci è anche presente un proseguimento frequenziale ascendente di questo tipo di M3, con presenza di fuga d'aria e un suono molto debole, detto sibilo; mediante quest'ultimo, Amirhossein Molaei ha ufficialmente raggiunto un F#8 e Nicola Sedda un A9. L'esasperazione del fischio laringeo, presente soprattutto nei bambini e nelle donne, è invece detta urlo, e si nota generalmente nelle grida di spavento.
La presunta nota più alta mai registrata, prodotta in M3, è un SOL9 (G10) e fu emessa da Georgia Brown.